# Polycysteuze nieren
Polycysteuze nieren (Engels:  polycystic kidney disease (PKD)) is een aandoening waarbij in de nieren vele cystes (holtes) gevormd worden. De aanwezigheid van 1 cyste kan geen kwaad, maar bij sommige mensen wordt een groot deel van de nier door dergelijke cystes ingenomen. Dit kan leiden tot het ontstaan van nierfalen.
Er bestaan erfelijke vormen van polycysteuze nieren:
- Dominante overerving komt het meest voor. Dit wordt autosomaal dominante PKD (ADPKD) genoemd. Dit kan door meerdere genen veroorzaakt worden.
  - PKD1 (chr 16): polycystin-1, speelt een rol in het ontwikkelen van de niertubuli.
  - PKD2 (chr 4): polycystin-2.
  - PKD3: bij niet alle patiënten kan een mutatie in PKD1 of PKD2 worden aangetoond, maar mogelijk hebben zij wel een afwijking op een van deze genen. Een andere mogelijkheid is dat er een derde locatie is (welke dan nog niet is vastgesteld).
- Recessieve overerving: heeft vaak ernstiger beloop.

Behalve cysten in de nieren kunnen andere aanlegstoornissen aanwezig zijn, waaronder:
- Cysten in de lever
- Aneurysmata (zwakke plekken in de vaatwand) van de hersenvaten kunnen leiden tot hersenbloedingen.
- Hartklepafwijkingen